# 小関藤一郎
小関 藤一郎（こせき とういちろう、1912年1月1日 - 2002年11月10日）は、日本の社会学者。

## 経歴
1912年、東京で生まれた。第一高等学校文科に入学し、1931年に卒業。東京帝国大学文学部社会学科で学び、1934年に卒業。同大学大学院に進学したが、1935年に退学。戦中は外地で過ごした。
戦後
1947年、三重県社会教育課長。1950年、三重県立大学専任講師となり、社会学を担当。1952年、南山大学経済学部助教授となった。1954年に同教授昇格。1960年、関西学院大学社会学部教授に転じた。1970年から1972年には、同社会学部長を務めた。1977年、学位論文『デュルケームと近代社会』を関西学院大学に提出して社会学博士号を取得。1979年、関西学院大学を退任して名誉教授となった。その後は追手門学院大学教授を務めた。

## 受賞・栄典
- 1976年：パルム・アカデミク(教育功労章)・オフィシエ章。
- 1977年：フランス国家功労勲章・シュヴァリエ章。

## 研究内容・業績
専門は社会学。特にフランス社会学に通じ、エミール・デュルケームを専門とした。

## 著作
著書
- 『看護社会学』石泉社 1956
- 『デュルケームと近代社会』法政大学出版局 関西学院大学研究叢書 1978
- 『フランス工業化の社会学』行路社 1986
- 『社会学要説：統一的視点からやさしく述べる』編著、柳原佳子・清水由文・小野能文著 川島書店 1983

翻訳
- 『東亜広域経済圏と独逸』アメリカ太平洋協会、東洋書館 1940
- 『秘密結社』セルジュ・ユタン著、白水社・文庫クセジュ 1956
- 『社会的分業論』(世界大思想全集) デュルケム著、河出書房新社 1959
- 『フランス教育思想史』デュルケーム著、普遍社 1966
  - 再版 行路社 1981
- 『デュルケーム家族論集』編訳 川島書店 1972
- 『細分化された労働』ジョルジュ・フリードマン（英語版）著、川島書店 1973
- 『モンテスキューとルソー 社会学の先駆者たち』エミール・デュルケーム著、川喜多喬共訳 法政大学出版局 叢書・ウニベルシタス 1975
- 『開かれた時間：余暇と社会についての考察』ジャン・フラスチェ（英語版）著、川島書店 1976
- 『分類の未開形態』エミール・デュルケーム著、法政大学出版局 叢書・ウニベルシタス 1980
- 『フランス教育思想史』デュルケーム著、行路社 1981
- 『供犠』マルセル・モース,アンリ・ユベール著、法政大学出版局 叢書・ウニベルシタス 1983
- 『デュルケーム宗教社会学論集』編訳 行路社 1983
- 『集合的記憶』M.アルヴァックス著、行路社 1989
- 『デュルケームドイツ論集』山下雅之共訳 行路社 1993
- 『意味と力 社会動学論』ジョルジュ・バランディエ著、法政大学出版局 叢書・ウニベルシタス 1995

論文
- <小関藤一郎